# Courpet

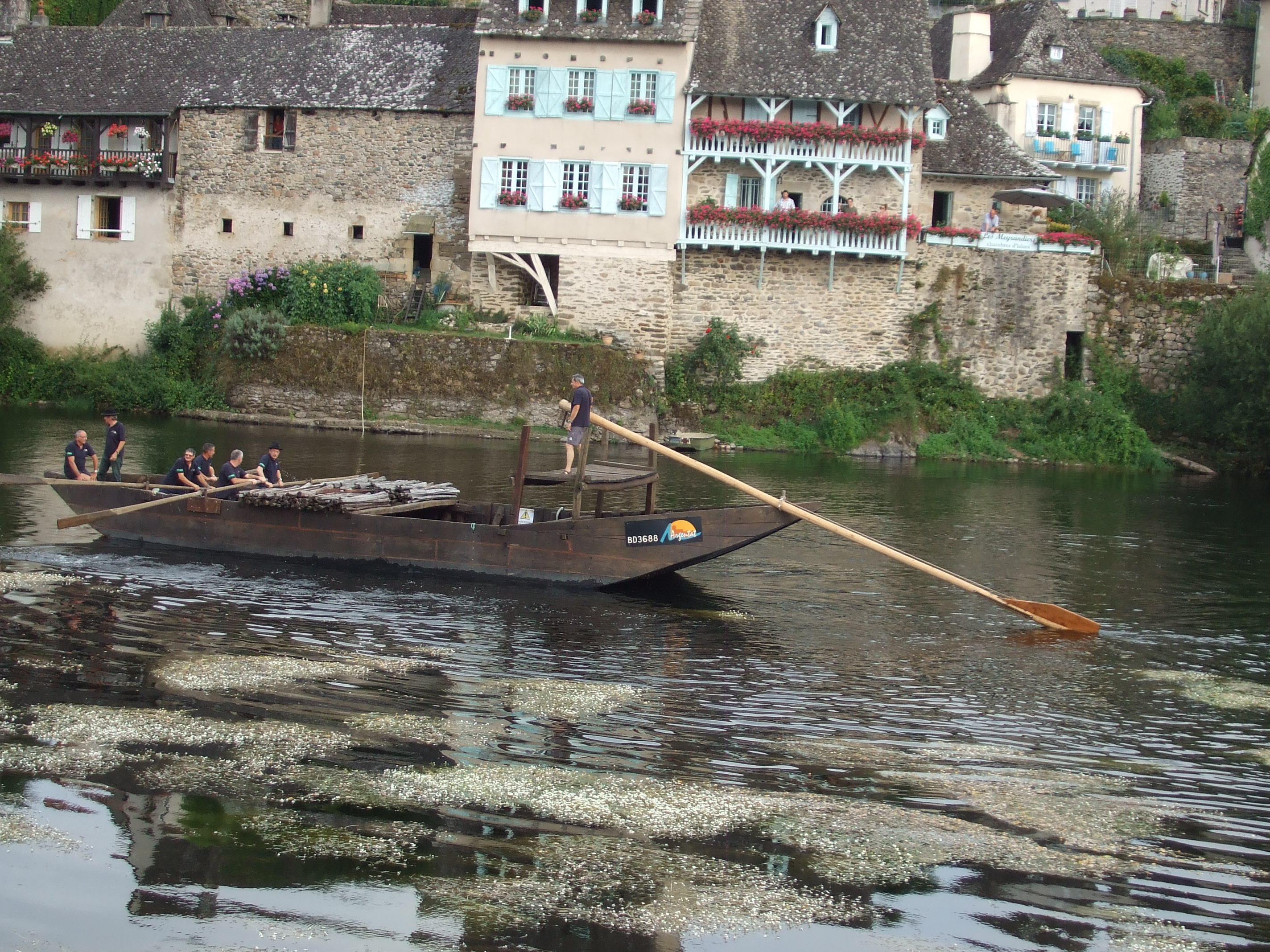
Démonstration de navigation d'un courpet sur la Dordogne à Argentat.

Le courpet est un ancien type de gabare, à usage unique, propulsé à la rame et gouverné par un long aviron de queue, utilisé en haute Dordogne depuis Argentat en Corrèze (le nom d'« Argentat » était également utilisé pour le désigner), bien qui était généralement construit en amont de la ville, à Spontour (commune de Soursac) ou Saint-Projet, aux abords des massifs forestiers.

## Description
Il servait au transport de merrain pour la tonnellerie bordelaise et carassonne (piquet de vignes en châtaigniers). Il est l'équivalent des sapines ou rambertes auvergnates qui naviguent sur la Loire et l'Allier.
L'activité des courpets était saisonnière, et se concentrait sur une période d'environ 27 jours durant la période de crue annuelle entre l'automne et le printemps de l'année suivante. Cette période de navigabilité de la Dordogne était appelée par les gabariers : « eau marchande » ou « eau de voyage ».
Le trajet entre Argentat et Libourne en Gironde s'effectuait en 5-6 jours par beau temps, mais nécessitait néanmoins que plusieurs courpets partent en convoi afin d'affronter les passages périlleux que sont les rapides (appelé localement « malpas »).
Conçue pour n'effectuer qu'un seul voyage, l'embarcation, construite généralement en hêtre, tremble, aulne, ou parfois en bouleau, était démonté à sa destination et son bois était vendu pour le chauffage. Les gabariers remontaient ensuite les rives de la rivière à pied jusqu'à leurs domiciles.
L'activité des courpets fut florissante durant le XVIIIe siècle, et surtout une bonne partie du XIXe siècle, puisque l'on transporta jusqu'à 3 400 tonnes de marchandises par an entre 1858 et 1867. Le volume d'exportation chuta ensuite, à cause notamment des épidémies de phylloxéra qui décimèrent les vignes bordelaises. Puis l'inauguration de la ligne de chemin de fer du PO-Corrèze entre Tulle et Argentat en 1904, sonnera le glas des derniers courpets de Haute-Dordogne durant les premières décennies du XXe siècle.